# Port d'Orange
Situé sur la commune de Saint-Pierre-Quiberon, en Bretagne, le port d'Orange est un ancien port de pêche côtière datant de la fin du XIXe siècle.

## Localisation
Situé sur la presqu'île de Quiberon, ce port offre un accès à la baie de Quiberon, partie occidentale du Mor braz, et aux îles de Houat et Hœdic.

## Histoire

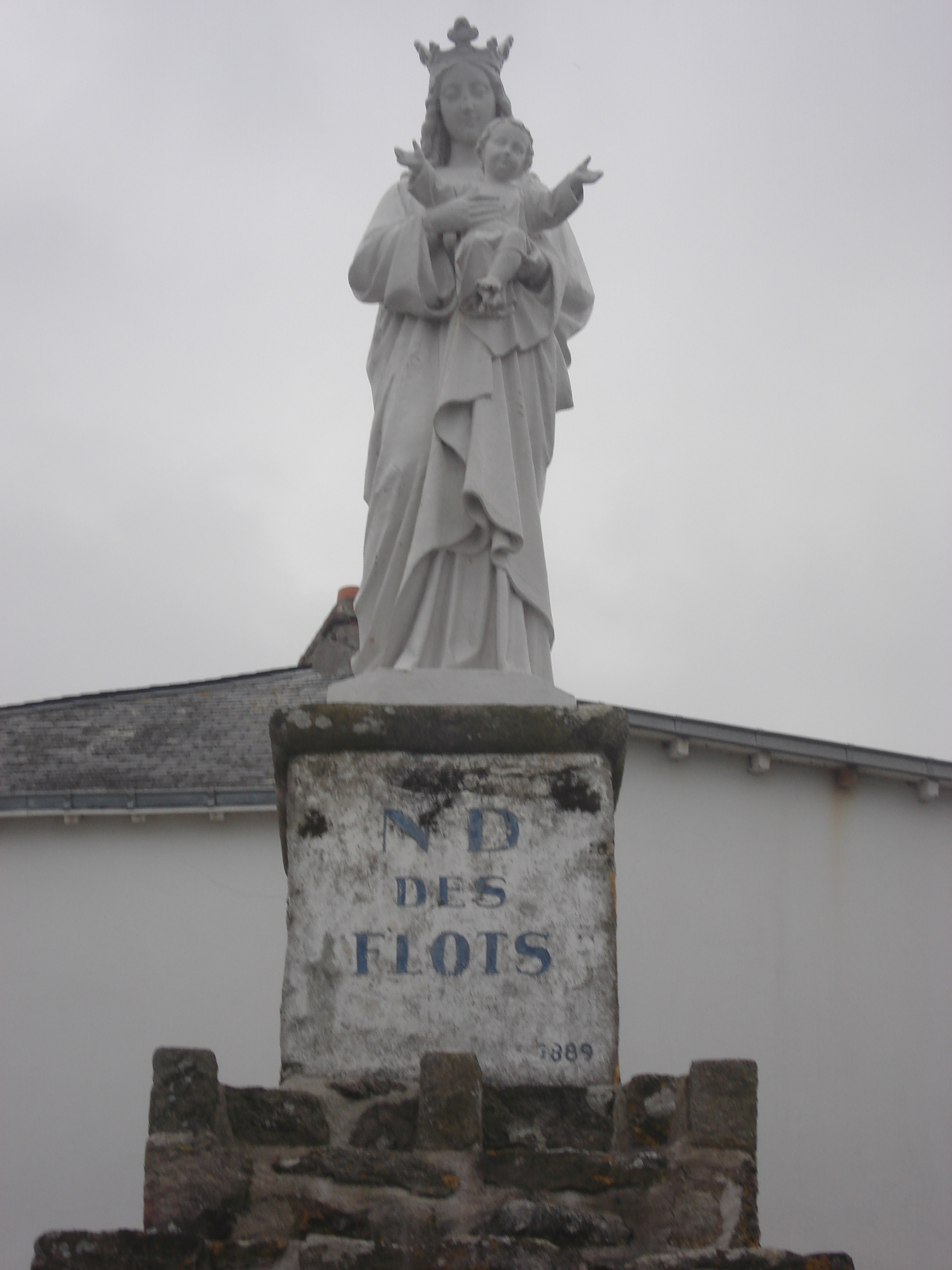
Statue de Notre-Dame-des-Flots.

À la fin du XIXe siècle, l'économie locale est basée sur la pêche et sur le transport qui alimentent les usines en sardines, soude, bois et charbon. Cela nécessite la construction d'un port. Port Orange est donc construit en 1893.

## Toponymie
(décembre 2018).
Si vous disposez d'ouvrages ou d'articles de référence ou si vous connaissez des sites web de qualité traitant du thème abordé ici, merci de compléter l'article en donnant les références utiles à sa vérifiabilité et en les liant à la section « Notes et références ».
La toponymie du site est discutée. Ce nom pourrait provenir :
- de l'échouage d'une cargaison de centaines d'oranges sur la grève, consécutif à un naufrage ;
- de  Jean IV de Chalon-Arlay, prince d'Orange, cousin germain d'Anne de Bretagne dont il fut l'héritier présomptif de 1488 à 1492.

## Mouillages
La gestion des mouillage est contrôlée par la commune. Elle a commencé réellement en 2008 par un état des lieux. Le port a été réaménagé (chaînes mères, mouillages, bouées) en deux temps : d'abord le fond du port en 2009 puis l'avant et la rade en 2010 et début 2011.
100 places sont attribuées